# CEMS Club Warszawa
CEMS Club Warszawa – jedna z organizacji studenckich w Szkole Głównej Handlowej w Warszawie.
Jest jednym z organów międzynarodowego stowarzyszenia CEMS (The Global Alliance in Management Education). Głównym celem organizacji jest promocja i wspieranie realizacji międzynarodowego programu zarządzania CEMS Master’s in International Management (CEMS MIM), który w 2006 roku zajął drugie miejsce w rankingu Financial Times na najlepszy program menedżerski (trzecie miejsce w 2007). Ponadto CEMS Club Warszawa wspiera integrację środowiska akademickiego i biznesowego oraz pomaga korporacjom w ich działalności promocyjnej w Szkole Głównej Handlowej w Warszawie. W 2010 roku zdobył tytuł najlepszego CEMS Clubu na świecie.